# Astra 1H
O Astra 1H foi um satélite de comunicação geoestacionário europeu construído pela Hughes/Boeing que esteve localizado na posição orbital de 47,7 graus de longitude oeste e era operado pela SES Astra, divisão da SES. O satélite foi baseado na plataforma HS-601HP/BSS-601HP e sua vida útil estimada era de 15 anos. O satélite saiu de serviço em outubro de 2019 e foi enviado para a órbita cemitério.

## História
A SES Astra ordenou em 1995, a construção do Astra 1H pela Hughes com base no modelo HS-601HP da empresa.

## Lançamento
O satélite foi lançado com sucesso ao espaço no dia 18 de junho de 1999, por meio de um veículo Proton-K/Blok-DM3, lançado a partir do Cosmódromo de Baikonur no Cazaquistão. Ele tinha uma massa de lançamento de 3.700 kg.

## Capacidade e cobertura
O Astra 1H era equipado com 32 transponders em banda Ku e 2 em banda Ka para prestar serviços de tv direct-to-home a Europa.